# Greed (Album)
Greed ist das dritte Studioalbum der New Yorker Band Swans und erschien zuerst 1986 auf dem Label K.422. Greed erschien später zunächst als Einzel-CD mit den Stücken der EP Time is Money (Bastard) als Bonus, dann als Doppel-CD mit zusätzlichen Stücken der Alben Holy Money, Cop und der EP Young God.

## Stil
Das Album ist vor allem von dunklen, melodischen Liedern geprägt statt des lauten Noise-Rock der Vorgängeralben. Manche Lieder nutzen Drumcomputer, das Hauptinstrument im Lied Fool ist ein Piano und bei Money Is Flesh ist ein Synthesizer zu hören. Der Einsatz dreier Schlagzeuger sorgt für einen sehr vollen Klang.
Dies ist auch das erste Album der Band, auf dem Jarboe mitwirkt. Bis zur Auflösung der Band im Jahr 1997 bleibt sie eine der zentralen Figuren der Band.

## Rezeption
Auf allmusic vergibt Ned Ragett vier von fünf Punkten an das Album und schreibt:

„Greed marks the initial turning point of Swans towards more varied and ultimately even more astonishing musical heights than the early records, which were aggressive beyond all words, ever indicated.“

„Greed markiert den ersten Wendepunkt der Swans hin zu abwechslungsreicheren und letztendlich noch erstaunlicheren musikalischen Spitzen. Die früheren Platten, welche unsagbar aggressiv waren, haben dies nie angedeutet.“

## Titelliste
Alle Titel von den Swans.
1. Fool – 5:23
2. Anything for You – 4:32
3. Nobody – 4:49
4. Stupid Child – 5:19
5. Greed – 6:17
6. Heaven – 4:54
7. Money Is Flesh – 6:20